# テミヤン
テミヤン（Temiyan、1957年2月3日 - ）は、日本のフォークシンガー、シンガーソングライター、野草研究家。本名:宮手健雄（みやて たけお）。アップフロントワークス所属。自称「浜辺のフォークシンガー」。テミヤンの名付け親はブレッド&バターの岩沢二弓。本名の「みやて」を並べ替えて「てみやん → Temiyan」になった。
神奈川県平塚市出身。湘南学園高等学校卒、和光大学表現学部芸術学科中退。学生時代に神奈川県茅ヶ崎市に移り住み、2018年に葉山に移住した。湘南ビーチFMの開局から10年にわたり、ラジオパーソナリティを務めた。

## 来歴
中学から音楽に目覚めエレクトリック・ギターを手にしていたが、岡林信康に強烈な影響を受け、エレキをアコースティック・ギターに持ち替え、フォークソングに傾倒する。日本画を学ぶべく和光大学表現学部芸術学科に進むも、中退。その後は主に都内で音楽ライブ活動を行っていた。
1976年、地元茅ヶ崎の「Cafeブレッド&バター」でコックとしてアルバイトを始めブレッド&バターに出会い、ライブにより多くのミュージシャンと交流を深める。
1984年、ブレッド&バターの岩沢二弓プロデュースによるアルバム「ZaZaZa」でデビュー。その後、髙橋真梨子、アグネス・チャン、中村あゆみ、浅香唯他に楽曲提供。
バンド「ラチエン・ボーイ・クラブ」のメンバーとしての活動を経て、ソロ活動を再開。財津和夫のコンサートツアーにもコーラスで参加。
ミュージシャンとしては「湘南サウンド」とハワイアンメロディーを融合した独自のサウンドを創り出し、自ら「浜辺のフォークシンガー」と名乗り、主に神奈川のテレビ、ラジオ、雑誌などのメディアに登場している。

## 人物
テレビ神奈川に出演していた縁で知り合った山口智充と家族交流する仲である。
海草や野草に詳しく、湘南、三浦半島の海や山に足繁く通い、「海菜」という言葉を生む。また湘南・三浦の魚、野菜などを中心とした独特の食文化にも詳しい。
料理の腕前はプロ級。テレビや雑誌で多くの独自レシピを披露している。
2006年よりおもちゃコレクターの北原照久と、横浜人形の家・あかいくつ劇場で「貿易風 Temiyan Night」というライブを月1回行っている。北原の紹介を縁に文化放送「竹内靖夫の電リク・ハローパーティー」に出演するようになった。その後、テミヤン独特の曲の世界観に竹内も酔いしれることになる。
2007年に「Cafeブレッド&バター」での出来事をモチーフにした『サンシャイン デイズ』がテレビ神奈川を中心にしてドラマ化されたが、企画・原案に加わっており、本人役も登場する。2008年に映画化された。
2008年度の「竹内靖夫の電リク・ハローパーティー」で、リスナーから寄せられた「人生を幸せに過ごすために」をキーワードにしたメールを元に、テミヤンがエンディングテーマを制作するという企画が行われた。この企画は「1230アッと!!ハマランチョ」も巻き込んでおり、視聴者、リスナーからの反響も大きく、毎週テーマ曲を作詞・作曲するまでになった。2009年3月18日に『Happy Life Story』としてアルバム化、ジャケットには視聴者、リスナーから寄せられた「笑顔」の写真で埋め尽くされた。

## ディスコグラフィ

### アルバム
- 『ZAZAZA』/宮手健雄 1984年 ハミングバード（アナログ盤）
- 『ラチエンPARADISE』/ラチエン・ボーイ・クラブ 1990年7月31日 パイオニアLDC PICL-1002
- 『きまぐれ boys & girls』/ラチエン・ボーイ・クラブ 1991年6月25日 パイオニアLDC PICL-1018
- 『SEA LOVES YOU』/宮手健雄 1995年5月24日 江戸屋レコード EDCR-23001
- 『HAVA』/宮手健雄 1997年5月21日 カイガンレコード KGCP-3
- 『Medium mare』 2000年6月28日 zetima EPCE-5063[5]
- 『South Calendar』 2001年6月21日 Pacific Heaven HKCN-20007[6]
- 『KAINA＜海菜＞』 2002年7月16日 Pacific Heaven HKCN-20013[7]
- 『湘南アンソロジー』 2003年6月18日 hachama　HKCN-20001[8]
- 『C'est La Vie』 2006年11月8日 Pacific Heaven SPPH-0112[9]
- 『Kitahara selection Best of Temiyan』 2007年12月19日 hachama HKCN-20022
- 『Happy Life Story』 2009年3月18日 hachama HKCN-20023[10]
- 『Kitahara selection Best of Temiyan2』 2011年6月15日 UP-FRONT WORKS UFCW-1015[11]

VA
- 『アロハの贈りもの』 「上を向いて歩こう」をカバー。
- 『江戸屋百歌撰 1994/INU』 幸せは青いビンの中/Bali Moon 2曲収録。

### シングル
- 『PARTY GIRL』/ラチエン・ボーイ・クラブ 1990年 パイオニアLDC
- 『きまぐれ boys & girls』/ラチエン・ボーイ・クラブ 1991年 パイオニアLDC
- 『湘南BOY！』/ラチエン・ボーイ・クラブ 1992年2月26日 パイオニアLDC PIDL-1049
- 『好きにならずにいられない』/ラチエン・ボーイ・クラブ 1992年4月25日 パイオニアLDC PIDL-1054
- 『Christmas Bell』/宮手健雄 1997年10月22日 カイガンレコード KGDP-1
- 『もう一度今を選ぶかな?／渚のかげろう』 1999年7月1日 zetima EPDE-1041[12]
- 『夢の花／渚のかげろう』 2000年5月24日 zetima EPDE-1079[13]
- 『まるげのビーサン／夏のはじまり』（テミヤン&ほのぼのビーチ's） 2004年3月28日 SPREE RECORD SPRE-9008
- 『走れ!えぼし号／えぼし号アロハ』（うば島十兵衛、平島テミ太郎、くじらどおし常吉） 2006年9月 EBOSHI.05
- 『Smile／生きてゆくこと／テミヤンの子守唄』 2010年1月20日 hachama HKCN-20024[14]

VA
- Hiroshima '91 Peace Birds All-Starsのメンバーとして、Hiroshima '91 テーマソング「ひとつの夢」をシングルでリリース。

## 楽曲提供
- ロバータ・フラック「LOVER’S MELODY〜もうちょっと見つめて〜」
- 谷村有美「Calender Love」
- 岩沢二弓「CHILDISH HEART」作詞
- アグネス・チャン「物語の途中の二人」
- 浅香唯「僕らの独立記念日」
- 草地章江「EVERY DAY」
- 髙橋真梨子「窓辺のアダージョ」「虹の水」 「もうちょっと見つめて」「ネイチャーBOY 」
- 中村あゆみ「Come Back Someday」
- 金子美香「Forget YOU」
- はやぶさ「江ノ島ルンバ」

## 主な出演番組

### テレビ
- 1230アッと!!ハマランチョ（テレビ神奈川、- 2011年3月）
- Hometown湘南（JCOM湘南）
- 未来図艦（BSジャパン）

### ラジオ
- テミヤンの湯快爽快 君住む街で（FMヨコハマ、2009年10月 - 2010年9月）
- この街のたからもの〜Treasure of This Town〜（FMヨコハマ、2011年1月 - ）
- Temiyanの見たり、聞いたり、かじったり。（湘南ビーチFM）
- 湘南食堂（K-JAPAN）
- 竹内靖夫の電リク・ハローパーティー（文化放送、不定期出演）

### 映画
- ヨコハマ物語（2013年11月16日） - ライブハウス店長 役

### ビデオ
- 「Pacific Heaven」（限定発売）
- 「Pacific Heaven 2000」（限定発売）

## 雑誌、出版等
- 『山菜+海菜のフィールドノート』（雄鶏社）
- 季刊『湘南STYLE』「ワイルド食卓図鑑」連載（枻出版社）
- 『湘南ワイルド食卓図鑑』（BABジャパン出版局）